# Ченнини де Саламандри, Франческо
Франческо Ченнини де Саламандри (итал. Francesco Cennini de' Salamandri; 21 ноября 1566, Сартеано, Флорентийское герцогство — 2 октября 1645, Рим, Папская область) — итальянский куриальный кардинал и папский дипломат. Епископ Амелии с 1 октября 1612 по 2 октября 1623. Апостольский нунций в Испании с 17 июля 1618 по 2 апреля 1621. Латинский титулярный патриарх Иерусалима с 17 декабря 1618 по 11 января 1621. Епископ Фаэнцы, с персональным титулом патриарха, с 2 октября 1623 по 4 мая 1643. Апостольский легат в Ферраре с 12 ноября 1623 по 5 апреля 1627. Префект Священной Конгрегации Собора с 15 сентября 1644 по 2 октября 1645. Префект Священной Конгрегации воды с 15 сентября 1644 по 2 октября 1645. Вице-декан Священной Коллегии Кардиналов с 6 марта по 2 октября 1645. Кардинал-священник с 11 января 1621, с титулом церкви Сан-Марчелло с 19 апреля 1621 по 25 февраля 1641. Кардинал-епископ Сабины с 25 февраля 1641 по 6 марта 1645. Кардинал-епископ Порто и Санта Руфина с 6 марта по 2 октября 1645.